# Iglesia de San Miguel Arcángel (Enguera)
La iglesia de San Miguel Arcángel se sitúa en el municipio de Enguera, en la provincia de Valencia. De estilo manierista, fue construida entre los siglos XVI y XVII y es una muestra grandiosa del esplendor renacentista de influencia herreriana.

## Descripción
El edificio es de estilo tardorrenacentista herreriano y consta de una amplia nave de 40 m de largo por trece de ancho, con doce capillas laterales entre contrafuertes interiores, los cuales apean la colosal bóveda de cañón y nervios, reforzada con arcos fajones, decorados al temple. Estos se apean sobre columnas decoradas al estuco. Sobre éstos, además, se apoyan los catorce arcos de medio punto que comunican las capillas laterales con la nave principal. El espacio total se distribuye en seis tramos, desde los pies a la cabecera, que es poligonal, y se cubre con bóveda de nervadura radiada. A los pies de la nave y sobre el atrio de la portada principal, se instala el coro.

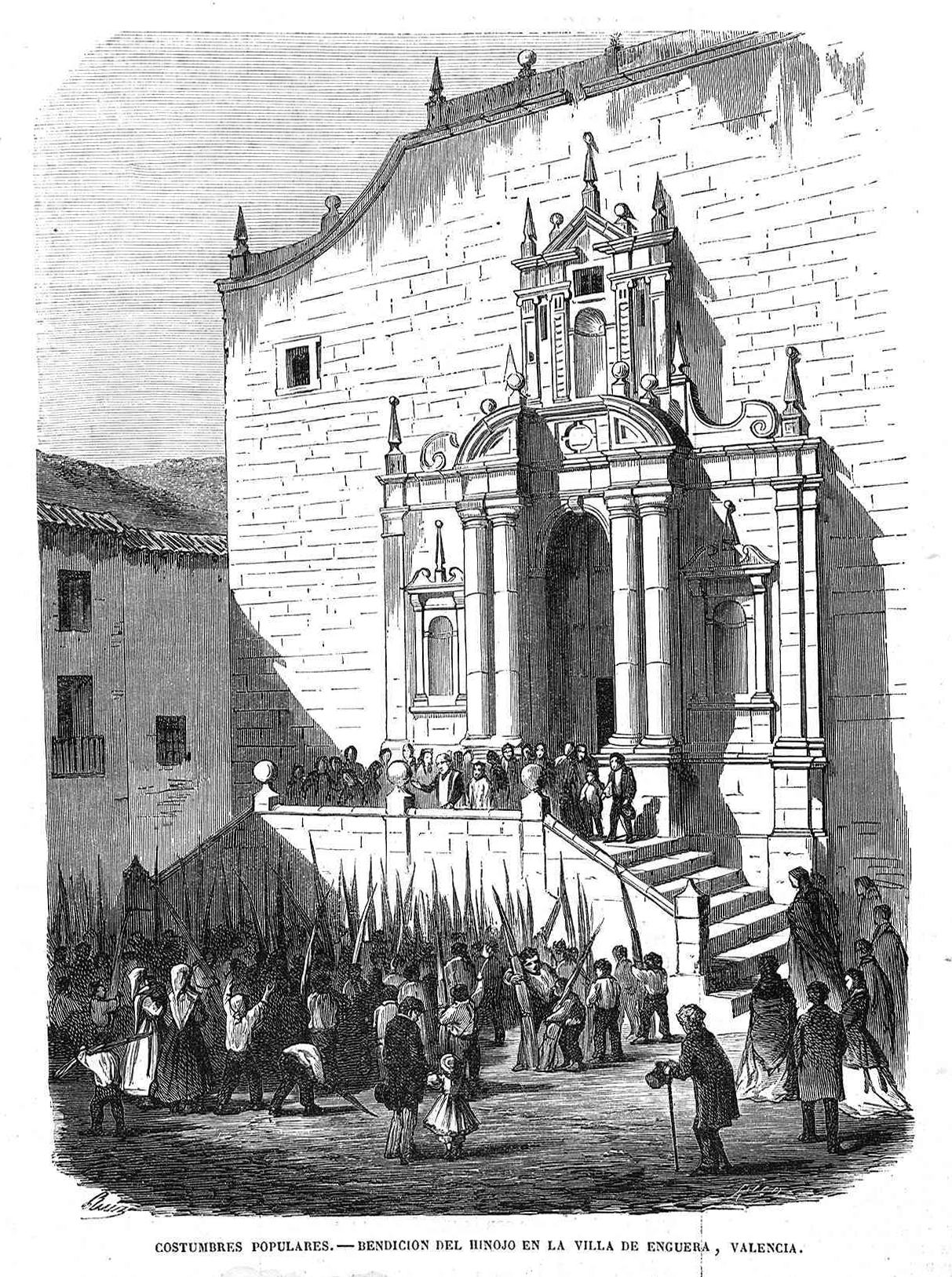
Puerta mayor de la iglesia a mediados del

Se accede a la iglesia por tres puertas:
- La Mayor, situada a los pies de la nave, que se eleva tres metros sobre el nivel del piso de la plaza, por lo que se hizo necesaria la instalación de dos escalinatas laterales. Esta puerta está flanqueada por dos pares de columnas toscanas sobre las que descansa el arquitrabe; arriba y a los lados de este, se abren tres hornacinas. Remata el conjunto una cornisa arquitrabada en el tercio medio y dos declives laterales, todo ello coronado por pináculos truncados y bolas esféricas.

- La puerta del Hospital corresponde al lado del evangelio que fue la puerta del templo primitivo, absorbida por el actual. Recibe este nombre por estar situada frente al desaparecido Hospital de Remedio. Se abre la portada bajo un arco de medio punto enmarcado por pilastras que soportan el dintel, cornisa y una hornacina.

- La puerta de Moreras, en el lado de la epístola, es de las mismas características que la del Hospital. La grada para acceder a la puerta conserva una barandilla de piedra que es aún la original y que reviste los mismos caracteres que la que hubo en la puerta Mayor.

La torre del campanario es de planta cuadrada, de seis metros de lado, construida en sillar y consta de tres cuerpos y remate, con un total de cincuenta metros de altura.

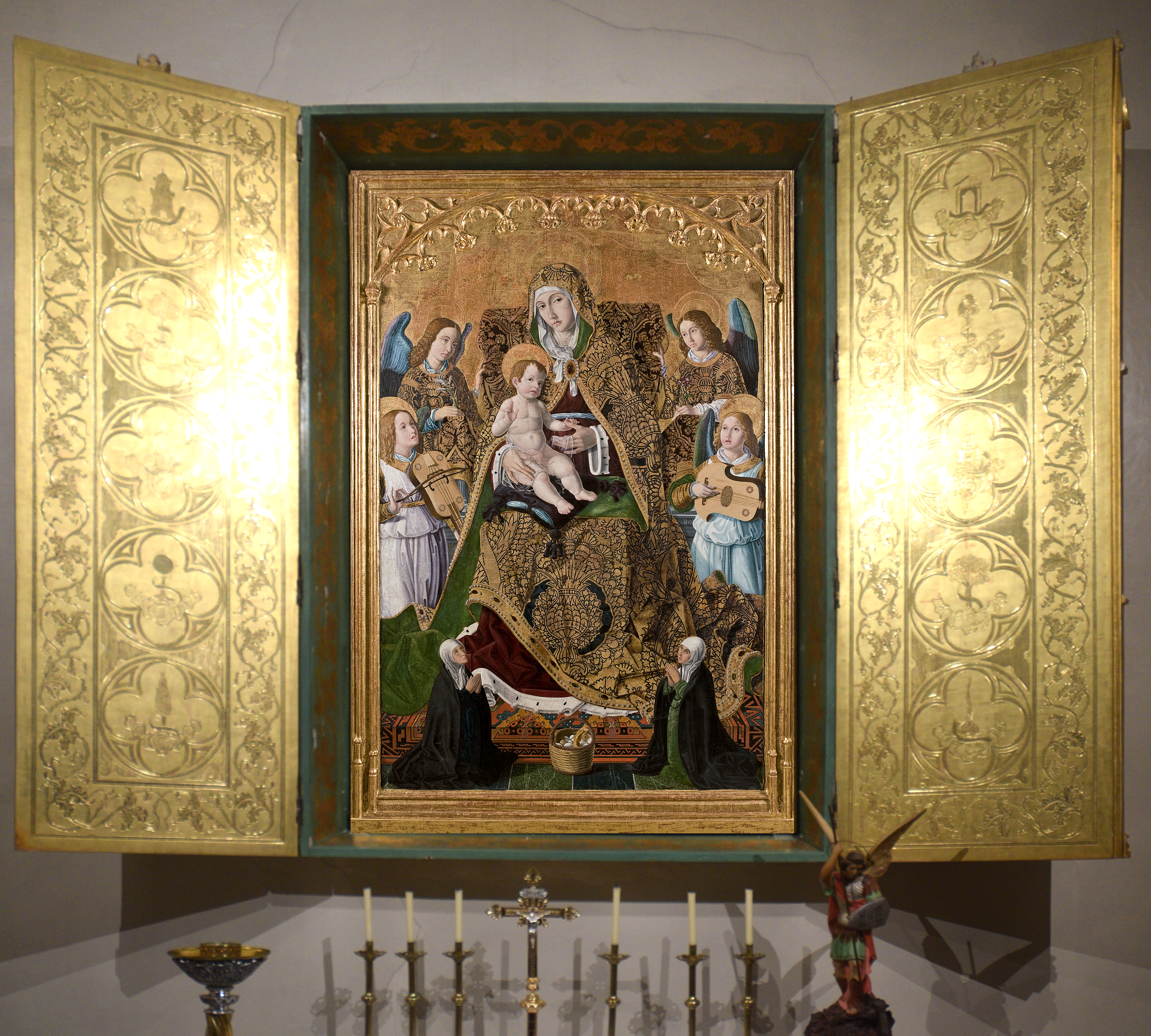
Paolo de San Leocadio, Virgen de Gracia, h. 1482-1484. Enguera (València): Iglesia Parroquial de San Miguel Arcángel, Capilla del Baptisterio

## Interior

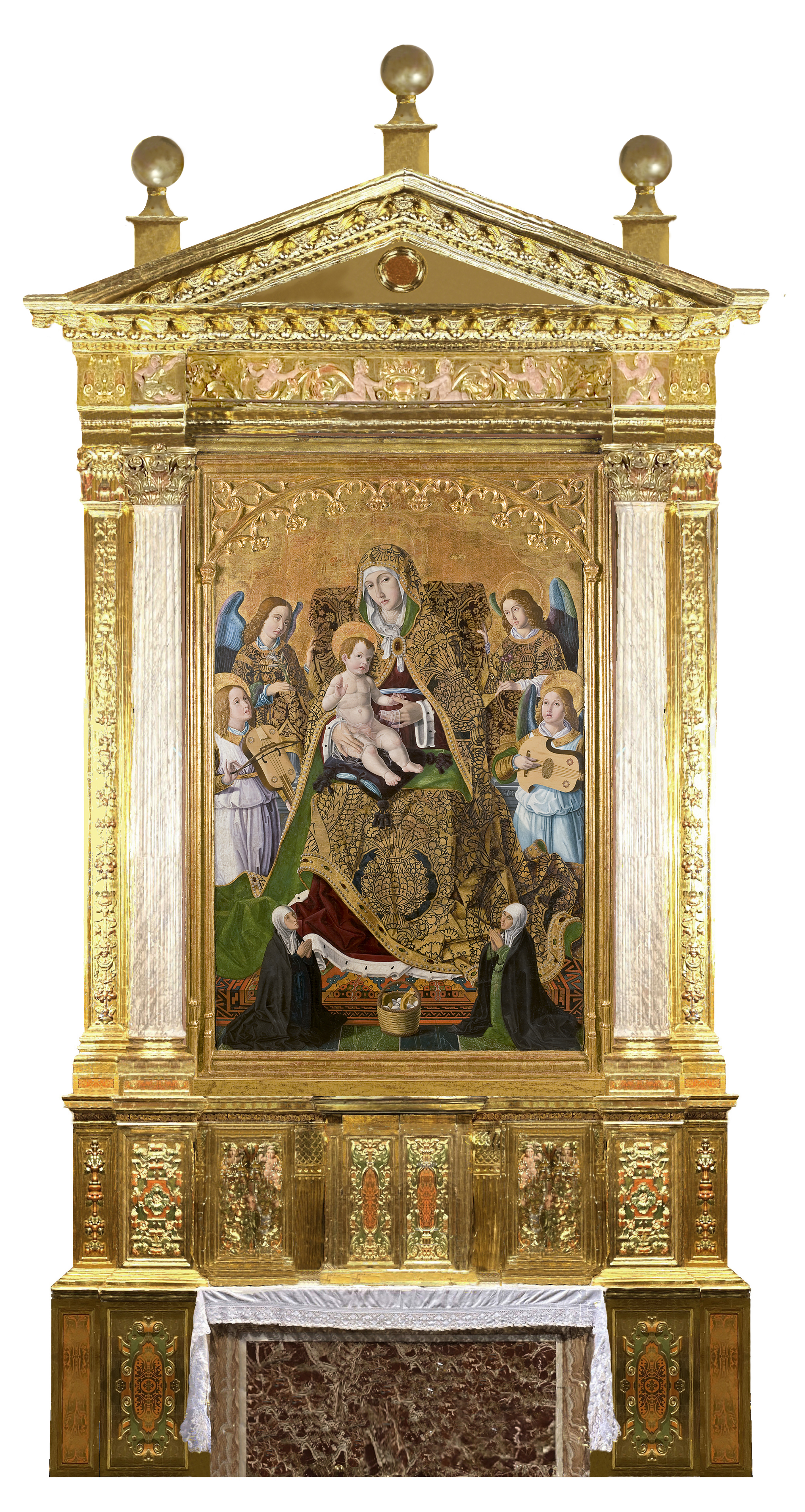
Reconstrucción virtual del retablo Artich-Leocadio en la Iglesia Parroquial de Enguera, a partir de la información proporcionada en las capitulaciones de 1625.

El altar mayor, la escultura de San Miguel Arcángel y la de la Nuestra Señora de la Virgen de Fátima, patrona del pueblo, fueron realizadas por el escultor e imaginero valenciano José Justo Villalba, autor de numerosas obras religiosas en pueblos de la Comunitat Valenciana.
En la Capilla del Baptisterio se conserva la Virgen de Gracia de Paolo de San Leocadio, una de las obras más notables de la pintura valenciana de finales del siglo XV. Sin embargo, originalmente se encontraba en la actual Capilla de San Jaime Apóstol, antigua Capilla de la Virgen de Gracia. Su retablo original, obra de Andreu Artich de 1625, se perdió durante la Guerra Civil, aunque se ha propuesto su reconstrucción virtual ya que sabemos que imitaba el retablo de la antigua Capilla del Ángel Custodio de la Iglesia del Patriarca, en el Real Colegio Seminario del Corpus Christi de Valencia.